# 歐布雷諾維奇王朝

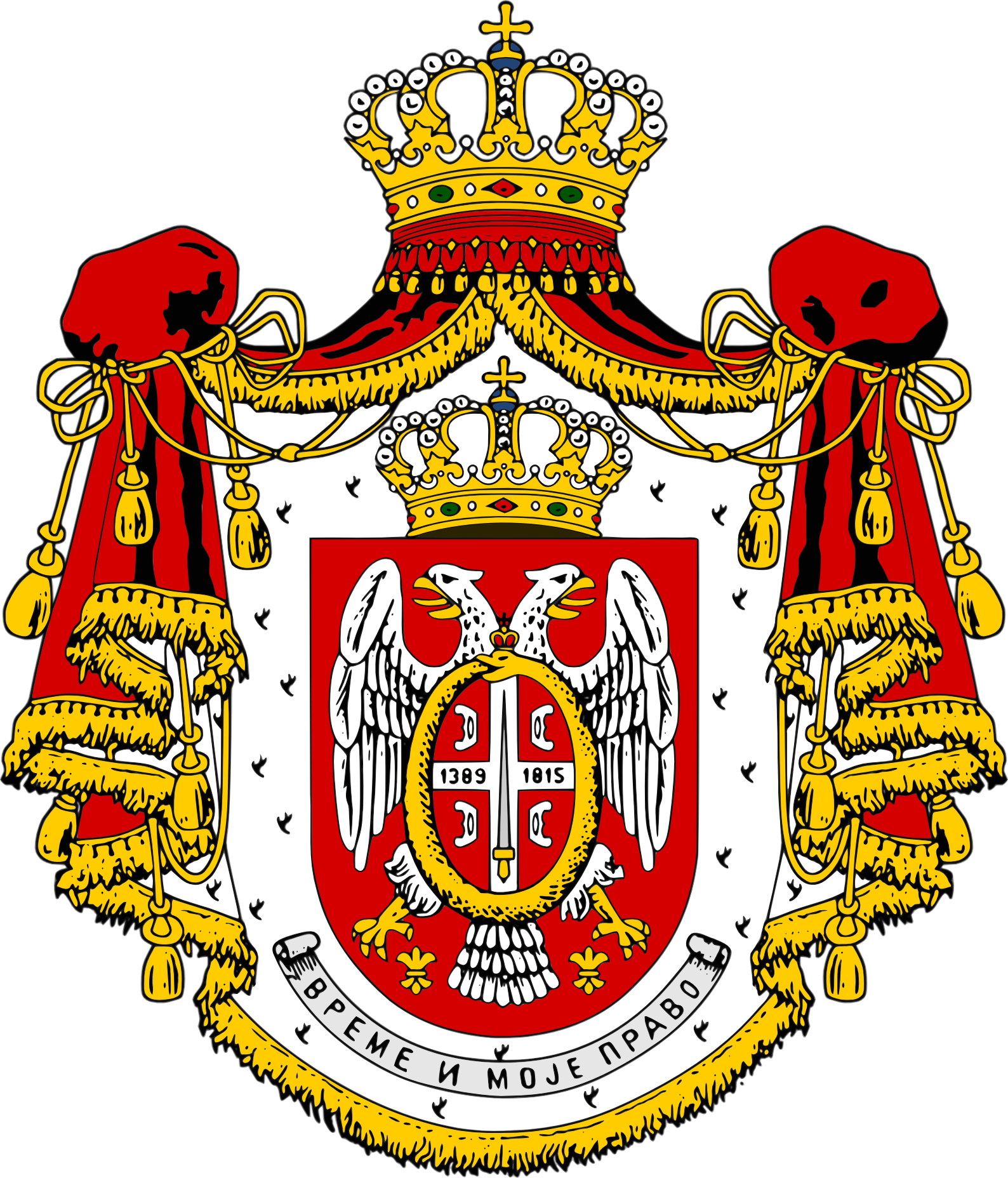
歐布雷諾維奇王室徽章

歐布雷諾維奇王朝是塞爾維亞公國、近代塞爾維亞王國的王室，分別在1815年～1842年、1858年～1903年之間統治塞爾維亞。

## 歷代君主

### 塞爾維亞公國
- 米洛斯·歐布雷諾維奇一世
- 米蘭·歐布雷諾維奇二世
- 米海洛·歐布雷諾維奇三世
- 米蘭·歐布雷諾維奇四世

### 塞爾維亞王國
- 米蘭·歐布雷諾維奇四世
- 亞歷山大·歐布雷諾維奇

## 外部連結
- 歐布雷諾維奇王室官網（页面存档备份，存于）